# Ballydoyle Stables
Ballydoyle Stables är ett häststall för fullblodshästar, verksamt inom träning i Rosegreen i Tipperary på Irland. Det är ett systerbolag till Coolmore Stud, som båda ägs av John Magnier, svärson till galopptränaren Vincent O'Brien. Stallets huvudtränare är Aidan O'Brien, och förstejockey är Ryan Moore.

## Historia
Efter Cheltenham Festival 1951 köpte Vincent O'Brien gården Ballydoyle, som då var 1,15 km² nära Rosegreen i Tipperary. Vincent O'Brien tränade fram framgångsrika hästar som Nijinisky, Ballymoss, Sir Ivor, Roberto, Alleged, The Minstrel, El Gran Senor och Sadler's Wells på Ballydoyle. På gården står en bronsstaty av Nijinsky II.
Idag sköts träningen av Aidan O'Brien, som även han har tränat fram flera framgångsrika hästar som Rock of Gibraltar, Galileo, High Chaparral och George Washington.